# 潁川郡
潁川郡（えいせん-ぐん）は、中国にかつて存在した郡。秦代から唐代にかけて、現在の河南省中部に設置された。

## 概要
秦が韓を滅ぼすと、潁川郡が置かれ、郡治は陽翟に置かれた。
紀元前202年（前漢の高帝5年）、韓王信がこの地に封じられ、韓国が立てられた。紀元前201年（高帝6年）、韓王信が太原郡に移封されたため、潁川郡にもどされた。潁川郡は豫州に属し、陽翟・昆陽・潁陽・定陵・長社・新汲・襄城・郾・郟・舞陽・潁陰・崇高・許・鄢陵・臨潁・父城・成安・周承休・陽城・綸氏の20県を管轄した。『漢書』によれば、前漢末に43万2491戸、221万973人があった。
王莽のとき、左隊郡（さすいぐん）と改称された。
後漢が建てられると、潁川郡の称にもどされた。潁川郡は陽翟・郟・襄城・昆陽・定陵・舞陽・郾・臨潁・潁陽・潁陰・許・新汲・鄢陵・長社・陽城・父城・輪氏の17県を管轄した。
196年（建安元年）、曹操が献帝を連れて許県に移り、都を置いた。221年（黄初2年）、許県を許昌県と改めた。
晋のとき、潁川郡は許昌・長社・潁陰・臨潁・郾・邵陵・鄢陵・新汲・長平の9県を管轄した。
北魏のとき、潁川郡は長社・臨潁・潁陰の3県を管轄した。
東魏のときに鄭州が置かれ、北周のときに許州と改称された。
583年（開皇3年）、隋が郡制を廃すると、潁川郡は廃止されて、許州に編入された。607年（大業3年）に州が廃止されて郡が置かれると、許州は潁川郡と改称された。潁川・襄城・汝墳・葉・北舞・郾城・繁昌・臨潁・尉氏・長葛・許昌・㶏強・扶溝・鄢陵の14県を管轄した。
621年（武徳4年）、唐が王世充を平定すると、潁川郡は許州と改められた。742年（天宝元年）、許州は潁川郡と改称された。758年（乾元元年）、潁川郡は許州と改称され、潁川郡の呼称は姿を消した。